# Allocapnia smithi
Allocapnia smithi är en bäcksländeart som beskrevs av Ross och William Edwin Ricker 1971. Allocapnia smithi ingår i släktet Allocapnia och familjen småbäcksländor. Inga underarter finns listade i Catalogue of Life.